# Бернард Хопкинс — Сергей Ковалёв
Бернард Хопкинс против Сергея Ковалёва — чемпионский поединок в полутяжёлом весе, на кону которого стояли титулы WBA super,IBF, WBO. Бой состоялся 8 ноября 2014 года в Атлантик-Сити и завершился победой Сергея Ковалёва единогласным решением судей

## Предыстория
Ранее рассматривалась возможность проведения боя Ковалёва c чемпионом мира по версии WBC и The Ring канадцем Адонисом Стивенсоном, который также является боксёром-нокаутёром. Но Стивенсон перешёл с телеканала HBO на конкурирующий канал Showtime, и перспективы его боя с Ковалёвым стали менее определёнными. Однако уже перед боем Ковалёва с австралийцем Капарелло (третья защита Ковалёвым титула WBO) стало известно (от промоутера Сергея Кэти Дува), что подписан контракт с легендарным американцем Бернардом Хопкинсом, обладателем титулов WBA Super и IBF. После боя Сергея с Капарелло было объявлено, что бой Хопкинс-Ковалёв состоится в ноябре 2014 года, а Хопкинс пообещал: «Это будет шоу!» Ожидалось, что этот бой будет очень интригующим. Его победитель должен был стать обладателем трёх из четырёх поясов в полутяжёлом весе. Масла в огонь также подливало то, что действующий тренер Ковалёва Джон Д. Джексон в 1997 году техническим нокаутом проиграл бой Бернарду Хопкинсу, который тогда был чемпионом мира в среднем весе по версии IBF.

## Перед боем
Авторитетная букмекерская контора William Hill давала на победу россиянина коэффициент 1.40 против 3.00 у американца.
Перед поединком не обошлось без словесной битвы. Хопкинс выступил натуральным провокатором, назвав себя «Украиной» перед «русским молотом». «Он еще один молодой, голодный боец, и так же, как и все мои предыдущие противники, уйдет с ринга без пояса», — самодовольно заявил американский боксер. Ковалёв, хоть и признался, что не считает себя «болтуном», оппоненту не уступил. «Пора отправить Хопкинса на луну», «Хопкинс — олень, он все время бодается», — вот лишь немногие из острых фразочек, которые Ковалёв отпустил в адрес американского боксера.
В октябре 2014 года на канале HBO вышел эпизод 24/7, посвящённый поединку.

## Ход главного поединка
Ковалёв все 12 раундов уверенно лидировал и выиграл бой с подавляющим преимуществом (120—107, 120—107 и 120—106). Выиграл технично, не оставив Хопкинсу никаких шансов. Паузы между хорошо скоординированными серийными атаками Ковалёва были очень коротки. Сергей не дал Хопкинсу затеять привычный для Бернарда «грязный бокс» (с ударами головой в клинче). Уже в первом раунде Сергей отправил ветерана (Хопкинсу не хватало двух месяцев до 50-летия) в лёгкий нокдаун. В третьем раунде Хопкинс применил борцовский прием, в результате которого Ковалёв оказался на полу. В восьмом раунде Ковалёв правым прямым через руку потряс Хопкинса. В остальных раундах Ковалёв методично поколачивал Хопкинса, заставляя заботиться только о защите. В конце двенадцатого раунда Сергей провёл несколько мощных атак подряд: до финального гонга Хопкинс на подкашивающихся ногах дрейфовал вдоль канатов в поисках «пятого угла». Но не упал.
|                  | | |
| Соперник         | Бернард Хопкинс — Сергей Ковалёв | Бернард Хопкинс — Сергей Ковалёв |
| Место проведения | Атлантик-Сити, США | Атлантик-Сити, США |
| Результат        | Победа Ковалёва единогласным решением судей | Победа Ковалёва единогласным решением судей |
| Статус           | Чемпионский бой за титулы чемпиона мира по версиям WBA (1-я защита Хопкинса), IBF (3-я защита Хопкинса), WBO (4-я защита Ковалёва) в полутяжёлом весе | Чемпионский бой за титулы чемпиона мира по версиям WBA (1-я защита Хопкинса), IBF (3-я защита Хопкинса), WBO (4-я защита Ковалёва) в полутяжёлом весе |
| Рефери           | Дэвид Фиэлдс | Дэвид Фиэлдс |
| Счёт судей       | Ларри Лэйтон: 120-106; Карлос Ортиз: 120-107; Кларк Сакммартино: 120-107                                                                              | Ларри Лэйтон: 120-106; Карлос Ортиз: 120-107; Кларк Сакммартино: 120-107                                                                              |
| Время            | 3 : 00 минут | 3 : 00 минут |
| Трансляция       | HBO | HBO |
| Промоутер        | Golden Boy Promotions, Main Events | Golden Boy Promotions, Main Events |
|                  | Хопкинс | Ковалёв |
| Вес              | 78, 6 кг. | 79, 1 кг. |
| Результаты боёв  | до боя: 55(32КО) — 6 (0 КО) после боя: 55(32 КО) — 7 (0 КО)                                                                                           | до боя: 25(23 КО) — 0 после боя: 26(23 КО) — 0 |
| Гонорар          | 1 000 000 $ (1 млн $) | 500 000 $ (500 тыс. $) |
| Примечания       | В 1-м раунде Ковалёв отправил Хопкинса в нокдаун | В 1-м раунде Ковалёв отправил Хопкинса в нокдаун |

## Статистика ударов
Согласно статистике ударов объединительного поединка в полутяжелом весе между Бернардом Хопкинсом (55-6-2, 32 KO) и Сергеем Ковалёвым (26-0-1, 23 КО), российский боксер выбросил и нанес намного больше ударов, чем американский ветеран. Так, из 585 выброшенных ударов Ковалёва цели достигли 166 (28 %). Хопкинс из своих 195 выброшенных ударов смог донести до цели 65 (33 %).